# Attila Tököli
Attila Tököli [ˈɒtilːɒ ˈtøkøli] (* 14. Mai 1976 in Pécs) ist ein ehemaliger ungarischer Fußballspieler.

## Sportlicher Werdegang
Attila Tököli spielte als Mittelstürmer Tököli in Ungarn für seine Heimatvereine Beremend Építők, Pécsi Mecsek FC und VSK Pécs, bis er in der Saison 1999/2000 zum Erstligisten Dunaferr SE nach Dunaújváros wechselte und dort auf Anhieb sowohl die Meisterschaft gewann als auch mit 22 Treffern Torschützenkönig wurde. Nach einer weiteren Vizemeisterschaft konnte er in der sich daran anschließenden Saison 2001/02 mit 28 Treffern erneut die Torjägerkrone in Ungarn sichern und wechselte im Anschluss in die Hauptstadt zu Ferencváros Budapest. In seinen insgesamt zwei Jahren beim FTC konnte er zweimal den ungarischen Pokal und in der Saison 2003/04 erneut die ungarische Meisterschaft gewinnen.
Als mittlerweile mehrmaliger Nationalspieler seines Landes wechselte er dann nach Deutschland in die 2. Bundesliga zum 1. FC Köln. Dort konnte er sich in der Saison 2004/05 nicht etablieren, verursacht auch durch einen Sehnenanriss der Adduktoren. Nach drei Spieltagen der anschließenden Saison 2005/06 wechselte Tököli zum zypriotischen Erstligisten Anorthosis Famagusta und erhielt dort einen Einjahresvertrag.
In der Saison 2006/07 ging er wieder zum ungarischen Rekordmeister Ferencváros in der 2. Liga. Ab der Saison 2007/08 spielte er für den Paksi FC, für den er im ersten Jahr 16 Ligatreffer erzielte. Im Sommer 2010 unterzeichnete die Kecskeméti TE. Im Jahr 2011 gewann sein Team den Ungarischen Cup. 2012 spielte er als Leihe für Zalaegerszegi TE FC und von 2012 bis 2014 wieder beim Paksi FC, wo er danach von 2015 bis 2021 als Trainer aktiv war.

## Erfolge
- Ungarischer Meister: 2000, 2004
- Ungarischer Cup-Sieger: 2003, 2004, 2011
- Ungarischer Supercup-Gewinner: 2004
- Torschützenkönig der obersten Spielklasse Ungarns: 2000, 2002
- Liga-Pokal-Finalisten: 2010
- Top-Torjäger: 1999–2000, 2001–2002